# Grönländische Fußballmeisterschaft 2014
Die Grönländische Fußballmeisterschaft 2014 war die 52. Spielzeit der Grönländischen Fußballmeisterschaft.
Meister wurde zum zehnten Mal und zum dritten Mal in Folge B-67 Nuuk, der damit neuer Rekordmeister wurde.

## Teilnehmer
Folgende Mannschaften nahmen an der Meisterschaft teil. Teilnehmer der Schlussrunde sind fett.
- K'ingmeĸ-45 Upernavik
- UB-83 Upernavik
- Eqaluk-56 Ikerasak
- FC Malamuk Uummannaq
- UB-68 Uummannaq
- G-44 Qeqertarsuaq
- I-69 Ilulissat
- N-48 Ilulissat
- Kugsak-45 Qasigiannguit
- T-41 Aasiaat
- S-68 Sisimiut
- Kâgssagssuk Maniitsoq
- B-67 Nuuk
- IT-79 Nuuk
- NÛK
- Nagtoralik Paamiut
- N-85 Narsaq
- K-33 Qaqortoq
- Eĸaluk-54 Tasiusaq
- ATA Tasiilaq
- TM-62 Kulusuk
- K-64 Kuummiit

## Modus
Die Mannschaften wurden für die Qualifikationsrunde in fünf Gruppen eingeteilt. Die besten sieben Mannschaften qualifizierten sich für die Schlussrunde. Gastgeber NÛK war automatisch qualifiziert. Die acht Mannschaften wurden in der Schlussrunde wie üblich in zwei Gruppen eingeteilt. Anschließend folgte die Halbfinals und die Platzierungsspiele.

## Ergebnisse

### Qualifikationsrunde

#### Nordgrönland
| Pl. | Verein                | Sp. | S   | U   | N   | Tore   | Punkte |
| --- | --------------------- | --- | --- | --- | --- | ------ | ------ |
| 1.  | FC Malamuk Uummannaq  | 4   | 4   | 0   | 0   | 6+:2+  | 12     |
| 2.  | K'ingmeĸ-45 Upernavik | 4   | 2–3 | 0–1 | 1–2 | 13+:3+ | 6–9    |
| 3.  | UB-68 Uummannaq       | 4   | 1–2 | 0–1 | 2–3 | 5+:13+ | 3–6    |
| 4.  | Eqaluk-56 Ikerasak    | 3   | 0–2 | 0–2 | 1–3 | 1+:2+  | 0–6    |
| 5.  | UB-83 Upernavik       | 3   | 0   | 0   | 3   | 3+:8+  | 0      |

| Datum         |                       | Ergebnis |                       |
| ------------- | --------------------- | -------- | --------------------- |
| 14. Juli 2014 | FC Malamuk Uummannaq  | ?:?      | K'ingmeĸ-45 Upernavik |
| 14. Juli 2014 | UB-68 Uummannaq       | ?:?      | Eqaluk-56 Ikerasak    |
| 15. Juli 2014 | FC Malamuk Uummannaq  | ?:?      | UB-83 Upernavik       |
| 15. Juli 2014 | Eqaluk-56 Ikerasak    | ?:?      | K'ingmeĸ-45 Upernavik |
| 16. Juli 2014 | UB-83 Upernavik       | 1:3      | UB-68 Uummannaq       |
| 16. Juli 2014 | FC Malamuk Uummannaq  | 2:1      | Eĸaluk-54 Tasiusaq    |
| 17. Juli 2014 | K'ingmeĸ-45 Upernavik | 5:2      | UB-83 Upernavik       |
| 17. Juli 2014 | FC Malamuk Uummannaq  | 4:1      | UB-68 Uummannaq       |
| 18. Juli 2014 | K'ingmeĸ-45 Upernavik | 8:1      | UB-68 Uummannaq       |
| 18. Juli 2014 | Eqaluk-56 Ikerasak    | 1        | UB-83 Upernavik       |

#### Diskobucht
Die Spiele fanden in Qeqertarsuaq statt.
| Pl. | Verein                  | Sp. | S | U | N | Tore    | Punkte |
| --- | ----------------------- | --- | - | - | - | ------- | ------ |
| 1.  | N-48 Ilulissat          | 4   | 3 | 1 | 0 | 022:200 | 10     |
| 2.  | G-44 Qeqertarsuaq       | 4   | 3 | 1 | 0 | 013:100 | 10     |
| 3.  | Kugsak-45 Qasigiannguit | 4   | 2 | 0 | 2 | 010:800 | 06     |
| 4.  | T-41 Aasiaat            | 4   | 0 | 1 | 3 | 002:150 | 01     |
| 5.  | I-69 Ilulissat          | 4   | 0 | 1 | 3 | 001:220 | 01     |

| Datum         |                   | Ergebnis |                         |
| ------------- | ----------------- | -------- | ----------------------- |
| 16. Juli 2014 | T-41 Aasiaat      | 00:10    | N-48 Ilulissat          |
| 16. Juli 2014 | I-69 Ilulissat    | 0:7      | G-44 Qeqertarsuaq       |
| 17. Juli 2014 | T-41 Aasiaat      | 1:2      | Kugsak-45 Qasigiannguit |
| 17. Juli 2014 | N-48 Ilulissat    | 9:0      | I-69 Ilulissat          |
| 18. Juli 2014 | G-44 Qeqertarsuaq | 4:1      | Kugsak-45 Qasigiannguit |
| 18. Juli 2014 | T-41 Aasiaat      | 1:1      | I-69 Ilulissat          |
| 19. Juli 2014 | N-48 Ilulissat    | 3:2      | Kugsak-45 Qasigiannguit |
| 19. Juli 2014 | T-41 Aasiaat      | 0:2      | G-44 Qeqertarsuaq       |
| 20. Juli 2014 | I-69 Ilulissat    | 0:5      | Kugsak-45 Qasigiannguit |
| 20. Juli 2014 | N-48 Ilulissat    | 0:0      | G-44 Qeqertarsuaq       |

#### Mittelgrönland
Die Spiele fanden in Maniitsoq statt.
| Pl. | Verein                | Sp. | S | U | N | Tore    | Punkte |
| --- | --------------------- | --- | - | - | - | ------- | ------ |
| 1.  | B-67 Nuuk             | 3   | 3 | 0 | 0 | 023:200 | 09     |
| 2.  | IT-79 Nuuk            | 3   | 2 | 0 | 1 | 008:700 | 06     |
| 3.  | Kâgssagssuk Maniitsoq | 3   | 1 | 0 | 2 | 008:400 | 03     |
| 4.  | S-68 Sisimiut         | 3   | 0 | 0 | 3 | 001:270 | 0      |

| Datum         |                       | Ergebnis |                       |
| ------------- | --------------------- | -------- | --------------------- |
| 23. Juli 2014 | IT-79 Nuuk            | 7:1      | S-68 Sisimiut         |
| 23. Juli 2014 | Kâgssagssuk Maniitsoq | 2:3      | B-67 Nuuk             |
| 24. Juli 2014 | Kâgssagssuk Maniitsoq | 6:0      | S-68 Sisimiut         |
| 24. Juli 2014 | B-67 Nuuk             | 6:0      | IT-79 Nuuk            |
| 25. Juli 2014 | B-67 Nuuk             | 14:00    | S-68 Sisimiut         |
| 25. Juli 2014 | IT-79 Nuuk            | 1:0      | Kâgssagssuk Maniitsoq |

#### Südgrönland
Die Spiele fanden in Qaqortoq statt.
| Pl. | Verein             | Sp. | S | U | N | Tore    | Punkte |
| --- | ------------------ | --- | - | - | - | ------- | ------ |
| 1.  | Eĸaluk-54 Tasiusaq | 3   | 1 | 2 | 0 | 006:500 | 05     |
| 2.  | Nagtoralik Paamiut | 3   | 1 | 1 | 1 | 004:400 | 04     |
| 3.  | K-33 Qaqortoq      | 3   | 1 | 1 | 1 | 009:600 | 04     |
| 4.  | N-85 Narsaq        | 3   | 0 | 2 | 1 | 005:900 | 02     |

| Datum         |                    | Ergebnis |                    |
| ------------- | ------------------ | -------- | ------------------ |
| 20. Juli 2014 | N-85 Narsaq        | 1:1      | Nagtoralik Paamiut |
| 20. Juli 2014 | Eĸaluk-54 Tasiusaq | 2:2      | K-33 Qaqortoq      |
| 21. Juli 2014 | K-33 Qaqortoq      | 6:2      | N-85 Narsaq        |
| 21. Juli 2014 | Eĸaluk-54 Tasiusaq | 2:1      | Nagtoralik Paamiut |
| 22. Juli 2014 | Nagtoralik Paamiut | 2:1      | K-33 Qaqortoq      |
| 22. Juli 2014 | N-85 Narsaq        | 2:2      | Eĸaluk-54 Tasiusaq |

Nagtoralik Paamiut wurde nachträglich qualifiziert, als sich TM-62 Kulusuk zurückzog.

#### Ostgrönland
| Pl. | Verein        | Sp. | S | U | N | Tore    | Punkte |
| --- | ------------- | --- | - | - | - | ------- | ------ |
| 1.  | TM-62 Kulusuk | 2   | 2 | 0 | 0 | 004:200 | 06     |
| 2.  | ATA Tasiilaq  | 2   | 1 | 0 | 1 | 003:300 | 03     |
| 3.  | K-64 Kuummiit | 2   | 0 | 0 | 2 | 004:600 | 0      |

|              | Ergebnis |               |
| ------------ | -------- | ------------- |
| ATA Tasiilaq | 0:1      | TM-62 Kulusuk |
| ATA Tasiilaq | 3:2      | K-64 Kuummiit |
| K-64 Kulusuk | 2:3      | TM-62 Kulusuk |

TM-62 Kulusuk zog sich aus finanziellen Gründen nach der Qualifikation zurück und wurde durch den südgrönländischen Zweitplatzierten Nagtoralik Paamiut ersetzt.

### Schlussrunde

#### Vorrunde
Die Spiele fanden in Nuuk statt.
Gruppe A
| Pl. | Verein             | Sp. | S | U | N | Tore    | Punkte |
| --- | ------------------ | --- | - | - | - | ------- | ------ |
| 1.  | B-67 Nuuk          | 3   | 2 | 1 | 0 | 010:100 | 07     |
| 2.  | IT-79 Nuuk         | 3   | 2 | 0 | 1 | 007:600 | 06     |
| 3.  | N-48 Ilulissat     | 3   | 1 | 1 | 1 | 008:400 | 04     |
| 4.  | Eĸaluk-54 Tasiusaq | 3   | 0 | 0 | 3 | 001:150 | 0      |

| Datum        |                    | Ergebnis |                |
| ------------ | ------------------ | -------- | -------------- |
| 4. Aug. 2014 | Eĸaluk-54 Tasiusaq | 0:6      | B-67 Nuuk      |
| 4. Aug. 2014 | N-48 Ilulissat     | 2:3      | IT-79 Nuuk     |
| 5. Aug. 2014 | Eĸaluk-54 Tasiusaq | 0:5      | N-48 Ilulissat |
| 5. Aug. 2014 | B-67 Nuuk          | 3:0      | IT-79 Nuuk     |
| 6. Aug. 2014 | B-67 Nuuk          | 1:1      | N-48 Ilulissat |
| 6. Aug. 2014 | Eĸaluk-54 Tasiusaq | 1:4      | IT-79 Nuuk     |

Gruppe B
| Pl. | Verein               | Sp. | S | U | N | Tore    | Punkte |
| --- | -------------------- | --- | - | - | - | ------- | ------ |
| 1.  | FC Malamuk Uummannaq | 3   | 2 | 1 | 0 | 008:300 | 07     |
| 2.  | G-44 Qeqertarsuaq    | 3   | 1 | 2 | 0 | 005:300 | 05     |
| 3.  | NÛK                  | 3   | 0 | 2 | 1 | 002:400 | 02     |
| 4.  | Nagtoralik Paamiut   | 3   | 0 | 1 | 2 | 002:700 | 01     |

| Datum        |                      | Ergebnis |                      |
| ------------ | -------------------- | -------- | -------------------- |
| 4. Aug. 2014 | NÛK                  | 1:1      | G-44 Qeqertarsuaq    |
| 4. Aug. 2014 | Nagtoralik Paamiut   | 1:4      | FC Malamuk Uummannaq |
| 5. Aug. 2014 | FC Malamuk Uummannaq | 2:2      | G-44 Qeqertarsuaq    |
| 5. Aug. 2014 | Nagtoralik Paamiut   | 1:1      | NÛK                  |
| 6. Aug. 2014 | FC Malamuk Uummannaq | 2:0      | NÛK                  |
| 6. Aug. 2014 | Nagtoralik Paamiut   | 0:2      | G-44 Qeqertarsuaq    |

#### Platzierungsspiele
Halbfinale
| Datum          |                      | Ergebnis |                   | Ort  |
| -------------- | -------------------- | -------- | ----------------- | ---- |
| 8. August 2014 | B-67 Nuuk            | 2:1      | G-44 Qeqertarsuaq | Nuuk |
| 8. August 2014 | FC Malamuk Uummannaq | 1:0      | IT-79 Nuuk        | Nuuk |

Spiel um Platz 7
| Datum          |                    | Ergebnis |                    | Ort  |
| -------------- | ------------------ | -------- | ------------------ | ---- |
| 8. August 2014 | Eĸaluk-54 Tasiusaq | 3:2      | Nagtoralik Paamiut | Nuuk |

Spiel um Platz 5
| Datum          |                | Ergebnis |     | Ort  |
| -------------- | -------------- | -------- | --- | ---- |
| 8. August 2014 | N-48 Ilulissat | 1:0      | NÛK | Nuuk |

Spiel um Platz 3
| Datum          |            | Ergebnis |                   | Ort  |
| -------------- | ---------- | -------- | ----------------- | ---- |
| 9. August 2014 | IT-79 Nuuk | 2:1      | G-44 Qeqertarsuaq | Nuuk |

Finale
| Datum          |           | Ergebnis |                      | Ort  |
| -------------- | --------- | -------- | -------------------- | ---- |
| 9. August 2014 | B-67 Nuuk | 1:0      | FC Malamuk Uummannaq | Nuuk |